# Apparato tegumentario

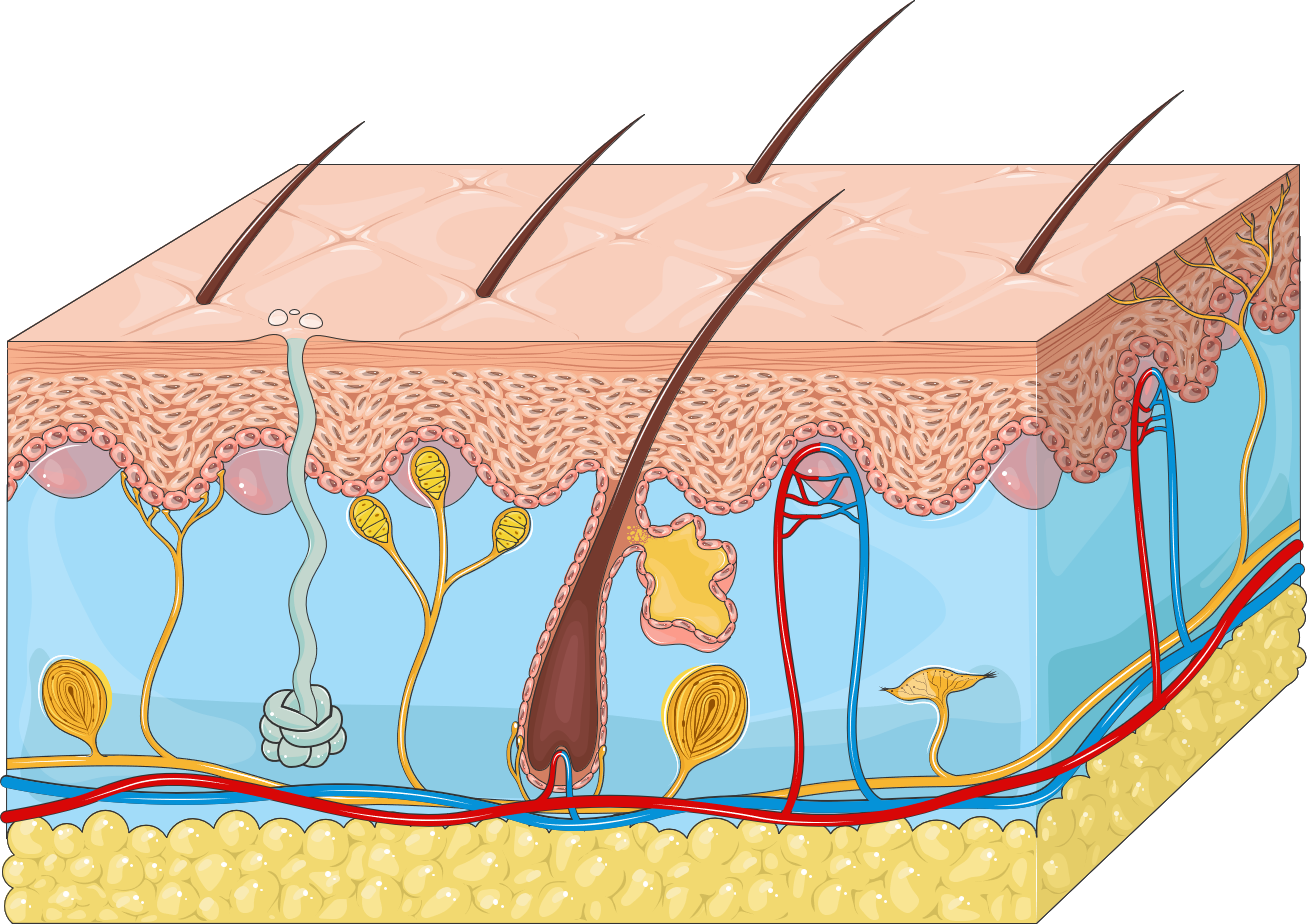
Una rappresentazione dell'apparato tegumentario.

Negli animali, l'apparato tegumentario è un apparato che svolge le funzioni di rivestimento, secrezione, sintetizzazione, termoregolazione, attività sensoriale e protezione dell'organismo. Nei vertebrati è costituito dalla pelle e dagli annessi cutanei.

## Anatomia comparata
Dal punto di vista istologico la cute è un tessuto pluristratificato.
La stratificazione meccanica è tipica degli ittiopsidi o pesci è caratterizzata dalla presenza di cellule secernenti muco (cellule a castone), ghiandole unicellulari a secrezione sierosa (cellule clavate) e cheratinociti, disposti in più strati identici sovrapposti. Il muco secreto dalle cellule a castone conferisce protezione contro le infezioni batteriche e aiuta il movimento assicurando che le correnti d'acqua lungo il corpo siano laminari e non turbolente. Svolge anche una funzione anti-disidratante.
I tetrapodi, invece, presentano tipicamente strati diversi per forma e funzione. I cheratinociti hanno una conformazione regolare e geometrica solo negli strati vicini a quello germinativo, formato da cellule in continua divisione. Man mano che si allontanano (spinte da altre cellule in formazione sotto di loro) differenziano ulteriormente, producendo cheratina in grande quantità fino a morire formando lo strato corneo.

### Spugne
La superficie del corpo di una spugna ha numerosi pori per far passare l'acqua.

### Crostacei
I crostacei, essendo artropodi come gli insetti, presentano alcuni caratteri simili tuttavia i processi di solidificazione delle corazze avvengono in maniera diversa. L'epicuticola dei crostacei è uguale a quella degli insetti ed esattamente come quella degli insetti è ricoperta di cera. Le differenze più sostanziali si notano nella mancanza dell'esocuticola vera e propria nei crostacei, che è rimpiazzata da un'endocuticola molto ampia e differenziata. La parte più alta dell'endocuticola è pregna di pigmenti, che hanno la funzione di "colorare" l'individuo. La parte centrale dell'endocuticola è quella che dà forza alla corazza dei crostacei in quanto è indurita dall'azzimilazione di calcio, carbonati e fosfati dall'acqua. Questo processo è chiamato "calcificazione". Le prime parti dell'endocuticola dei crostacei sono assimilabili all'esocuticola degli insetti. La vera e propria endocuticola nei crostacei è formata da tessuto non calcificato, direttamente comunicante con l'epidermide. Come per gli insetti, l'endocuticola nei crostacei dà elasticità è forza alla struttura.

### Echinodermi
Negli echinodermi (stelle e ricci di mare) uno strato profondo di rivestimento produce delle "piastre" di una sostanza minerale che si saldano l'una con l'altra formando lo scheletro esterno.

### Insetti
Negli insetti la pelle è sostituita da uno "scheletro esterno" composto da chitina. Essa li protegge da attacchi e intemperie. L'esoscheletro degli insetti è composto da vari strati: l'epicuticola, l'esocuticola, l'endocuticola e l'epidermide. L'epicuticola è la parte più esterna e, in genere, è composta da cere che servono come protezione contro le perdite d'acqua. L'esocuticola invece è la parte "solida" dell'esoscheletro degli insetti ed è composta da proteine legate tra di loro da ponti crociati di legami solforici e fornisce rigidità alla corazza e protezione all'individuo. Il processo di indurimento della corazza è chiamato "sclerotizzazione".  L'endocuticola è formata in gran parte da polisacaridi e aderisce direttamente all'esocuticola e all'epidermide sottostante, fornendo elasticità e forza alla struttura.

### Pesci e anfibi

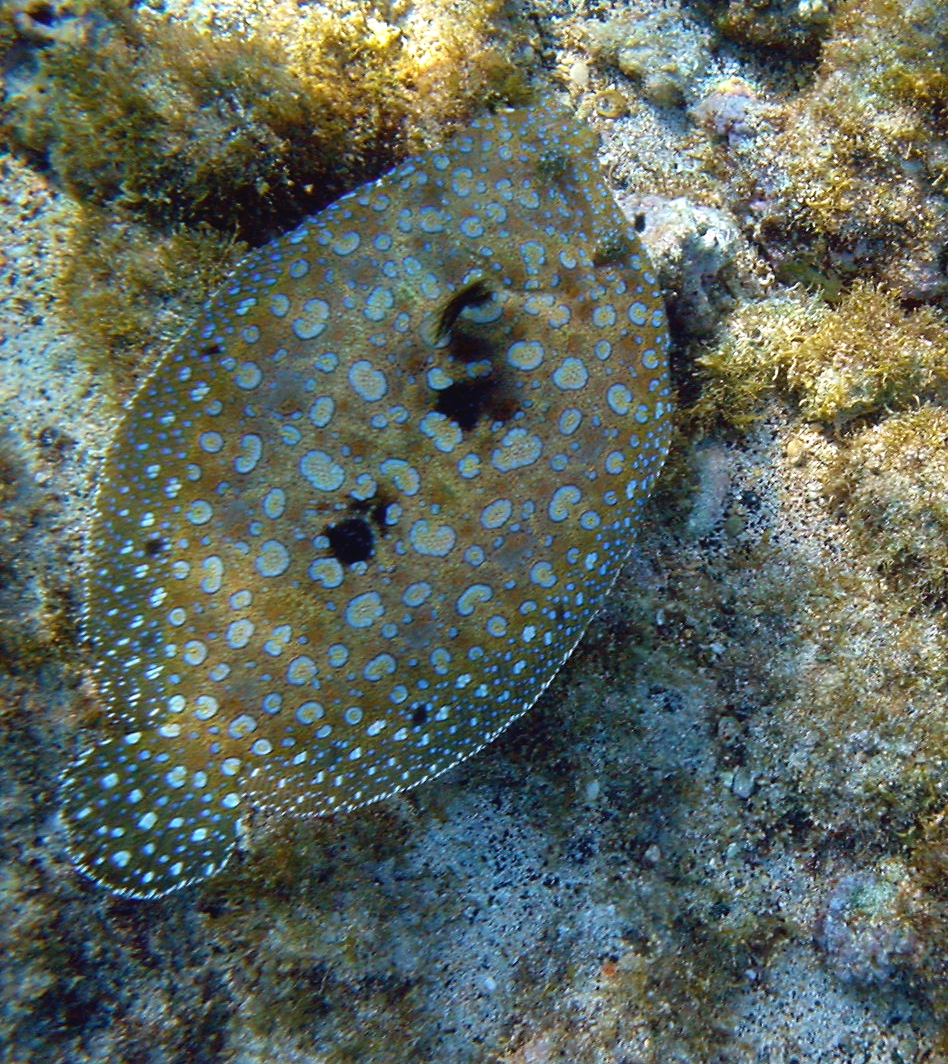
Una sogliola, in grado di mutare il colore della propria pelle adattando le dimensioni dei propri cromatofori

L'epidermide di pesci e gran parte degli anfibi consiste interamente di cellule vive contenenti piccole quantità di cheratina nei loro strati superficiali, al contrario dell'epidermide dei mammiferi, il cui strato corneo consta di cellule morte quasi completamente ripiene di cheratina. È generalmente permeabile e, nel caso di numerosi anfibi, costituisce l'organo respiratorio principale. Negli osteitti il derma contiene tipicamente una quantità inferiore di connettivo rispetto a quella riscontrabile nei tetrapodi; tale connettivo è invece largamente sostituito, nella gran parte delle specie ittiche, da scaglie ossee a scopo protettivo. Con l'eccezione di alcune particolari ossa dermiche, che si sono evolute per costituire alcune ossa del cranio, le scaglie non sono presenti nei tetrapodi, con l'eccezione dei denti, sebbene molti rettili e i pangolini possiedano strutture affini ma formate da ispessimenti cornei detti propriamente squame. I condritti possiedono, al posto delle scaglie, dei denticelli.
Sebbene le ghiandole sudoripare e sebacee siano una caratteristica esclusiva dei mammiferi, anche pesci e anfibi possiedono nella propria pelle delle strutture ghiandolari con differenti funzioni. I pesci normalmente possiedono un gran numero di cellule secretrici di muco che funge da isolante e protettivo, ma possono possedere anche ghiandole a secrezione sierosa, velenifere o persino fotofori. Negli anfibi, le cellule mucose sono raggruppate in strutture sacculari affini alle ghiandole propriamente dette; la gran parte degli anfibi viventi possiede inoltre delle ghiandole granulari che secernono composti irritanti o tossici a scopo difensivo.
Sebbene si sia individuata della melanina nella pelle di numerose specie di pesci, anfibi e rettili, in realtà la loro epidermide è spesso relativamente poco colorata; il colore della pelle di questi animali deriva invece dalla presenza di cromatofori nel derma, che, oltre alla melanina, possono contenere anche guanina o altri pigmenti carotenoidi. Alcune specie, come il camaleonte o la sogliola, sono in grado di cambiare il colore della propria pelle modificando opportunamente le dimensioni dei loro cromatofori.

### Rettili e uccelli
L'epidermide di uccelli e rettili è più simile a quella dei mammiferi, con uno strato di cellule morte cheratinizzate utile a ridurre la dispersione di liquidi; una condizione simile è presente però anche in alcuni anfibi terrestri spiccatamente, come il genere Bufo (rospi). Tuttavia, ciò che differenzia l'epidermide di questi esseri da quella dei mammiferi è l'assenza di una stratificazione distinta, con un cambio nella popolazione cellulare relativamente graduale: di sicura distinzione sono almeno lo strato germinativo e lo strato corneo, mentre gli altri strati riconosciuti nei mammiferi non sono distinguibili.
Come la peluria era un segno distintivo dei mammiferi (e, più in generale, dei terapsidi), così il piumaggio è una caratteristica praticamente unica degli uccelli, derivato da un proto-piumaggio, caratteristica distintiva degli ornitodiri, gruppo di agili arcosauri a sangue caldo, al quale appartengono anche gli pterosauri e i dinosauri (e quindi gli uccelli).
Uccelli e rettili possiedono un numero relativamente piccolo di ghiandole cutanee, sebbene vi siano alcune strutture di fattura ghiandolare, come le cellule secernenti feromoni nei rettili o l'uropigio nella gran parte degli uccelli.

### Mammiferi ed esseri umani
L'apparato tegumentario nei mammiferi comprende la pelle e gli annessi cutanei ovvero peli, unghie, capelli, ghiandole mammarie, ghiandole sudoripare e sebacee. L'apparato tegumentario è un insieme di organi e di strutture: la cute e la tela sottocutanea. La cute riveste il corpo esternamente, a essa sono annesse le cosiddette "produzioni cutanee", che sono peli, unghie, ghiandole sebacee, ghiandole sudoripare e ghiandole mammarie. La tela sottocutanea (derma), si estende al di sotto della cute. La cute/pelle è una membrana continua, elastica e distendibile; essa svolge funzione di protezione, di secrezione ed escrezione e inoltre, di termoregolazione attraverso la presenza di ghiandole sudoripare grazie alle quali la temperatura corporea riesce a mantenersi costante. La cute presenta colorito diverso in base all'etnia, ciò è dovuto a diversi fattori: la melanina, che determina il colorito sui toni scuri, il sangue, che dona la tonalità rossa, il carotene, che dà la sfumatura giallastra. La superficie esterna della cute presenta piccoli ma innumerevoli solchi: sono le fossette dei peli e gli orifizi di sbocco delle ghiandole sudoripare.

### Virus
I virus sono provvisti di uno strato denominato matrice o tegumento, posizionato addosso al capside o tra esso e il pericapside, che contiene le proteine necessarie per il loro metabolismo, per l'inserimento del loro genoma nel nucleo della cellula infettata e, in alcuni casi, alcuni enzimi necessari per la sintesi della progenie virale (ad esempio l'enzima trascrittasi inversa nei retrovirus).

## Struttura

### Epidermide
L'epidermide è la zona più esterna della pelle. Alla sua base ci sono numerosi strati di cellule che si riproducono continuamente (tessuto a elementi labili) spostandosi verso gli strati più esterni per sostituire quelle che muoiono e si staccano (causando ad esempio, la forfora).
Nell'epidermide dei vertebrati si possono riconoscere più strati (infatti si dice che l'epidermide dei vertebrati è multistratificata), dal basso verso l'alto:
1. Uno strato basale di cheratinociti dotato di cellule cubiche unite tra di loro da giunzioni cellulari chiamate desmosomi e ancorate alla membrana basale, che connette l'epidermide al derma, da emidesmosomi; i cheratinociti di questo strato contengono tonofilamenti ovvero filamenti intermedi di cheratina.
2. Uno strato spinoso composto da cellule poliedriche in cui si ha un progressivo accumulo di tonofibrille, proteine di membrana e granuli lamellati.
3. Uno strato granuloso composto da cellule pavimentose ricche di cheratina e di granuli di chetoialina.
4. Uno strato corneo in cui le cellule ormai ridotte a lamine sono andate incontro ad apoptosi.

L'epidermide non contiene vasi sanguigni, salvo negli anfibi che respirano anche attraverso la pelle (come le rane), e viene nutrita per diffusione attraverso il derma sottostante. All'interno dell'epidermide troviamo altre cellule svolgenti funzioni diverse:
- le cellule di Merkel che condividono lo stesso compartimento germinativo dei cheratinociti risultano essere in contatto con terminazioni nervose che è la porzione ultima di una fibra nervosa afferente, sono in grado di scatenare all'occorrenza un segnale elettrico che sarà elaborato come segnale tattile.
- Le cellule di Langerhans (da non confondersi con le isole di Langerhans che si trovano nel pancreas), hanno funzioni di difesa e sono ramificate, si trovano nello strato spinoso e inglobano le sostanze estranee o germi e, dopo averle processate, le presentano associate al MHC di classe II in modo da essere riconosciute dai linfociti T "vergini" che matureranno in linfociti T helper.
- I melanociti posizionati a livello dello strato basale, producono melanina che viene assunta dai cheratinociti.

### Derma
Si trova sotto lo strato dell'epidermide ed è costituito da tessuto connettivo, che funge da ammortizzatore per i traumi meccanici della pelle. Il derma è strettamente legato all'epidermide da una membrana basale e ospita molte terminazioni nervose (meccanorecettori) che forniscono la sensibilità tattile e termica. Contiene inoltre vasi sanguigni, vasi linfatici, ghiandole sebacee, ghiandole sudoripare, ghiandole apocrine e follicoli piliferi.
Il derma si suddivide in due strati: quello più esterno, adiacente all'epidermide, è detto strato papillare, quello più profondo e più spesso è chiamato strato reticolare.
Lo strato papillare è formato da protuberanze digitiformi, chiamate appunto papille, che si estendono verso l'epidermide rafforzando l'adesione tra i due strati. Questa conformazione caratteristica dello strato papillare forma delle caratteristiche irregolarità di superficie che sono determinate geneticamente e differiscono da individuo a individuo. In alcune regioni (polpastrello, palmo della mano, pianta del piede) queste irregolarità si strutturano a formare i cosiddetti dermatoglifi che vengono utilizzati per verificare l'identità di un individuo.
Lo strato reticolare è composto da fibre collagene, reticolari ed elastiche, che conferiscono alla pelle l'elasticità, l'estensibilità e la resistenza alle trazioni. Da questo strato originano i bulbi piliferi, le unghie, le ghiandole sebacee e sudoripare.
Ha anche delle fibre elastiche che permettono l'elasticità della pelle.

### Tessuto sottocutaneo
L'ipoderma è la parte più interna che sta a contatto con i muscoli e gli organi sottostanti; di derivazione mesenchimale, è costituita da cellule rotondeggianti piene di lipidi (soprattutto trigliceridi), dette adipociti, circondate da una fitta rete di vasi arteriosi e venosi. Lo spessore del sottocutaneo è variabile; funge da isolante, riserva di lipidi, ammortizzatore e favorisce la mobilità della pelle rispetto alle strutture più profonde.

### Annessi cutanei
- Scaglie: sono lamine rigide di osso lamellare a scopo protettivo; originano dalla cute di tutti i pesci, esclusi gli agnati che hanno pelle nuda.
- Squame: sono ispessimenti dello strato corneo; possono assumere diverse forme: verrucose, embricate, corazzate e scudate.
- Penne e piume: strutture degli uccelli che servono per il volo e per il mantenimento dell'omeotermia.
- Peli: annesso dei mammiferi che contribuisce a mantenere costante la temperatura corporea.

### Struttura dell'apparato tegumentario nei mammiferi e nell'essere umano

Strati dell'epidermide - es. a livello delle palme delle mani o delle piante dei piedi (cute spessa)

La cute dei mammiferi è composta da tre strati principali:
Epidermide
L'epidermide è lo strato più superficiale della cute, che costituisce la barriera vera e propria della pelle. Da un punto di vista istologico è un epitelio pavimentoso pluristratificato cheratinizzato, dotato di lamina basale. Come tutti gli epiteli è avascolare e le cellule dei suoi strati più profondi si nutrono per diffusione delle sostanze nutritive dai capillari attraverso il derma.
L'epidermide contiene diverse popolazioni cellulari: oltre a quella più rappresentativa, i cheratinociti, sono presenti le cellule di Merkel, con funzione di pressocettore, le cellule dell'epitelio pavimentoso e i melanociti, responsabili della colorazione della cute. L'epidermide vanta di differenti strati cellulari, dal più superficiale al più profondo:
- Strato corneo
- Strato lucido
- Strato granuloso
- Strato spinoso
- Strato germinativo (o basale)

Le cellule si moltiplicano nello strato basale, costituito prevalentemente da cellule a carattere staminale, che, una volta divise, migrano negli strati più superficiali specializzandosi (cheratinizzandosi) e andando a rimpiazzare le cellule perse con la desquamazione.
La superficie dell'epidermide è colonizzata da una numerosa flora batterica, costituita sia da batteri commensali sia da patogeni obbligati o opportunisti (come Staphylococcus epidermidis). La densità della flora dipende dalla regione presa in considerazione: essa sarà maggiore, ad esempio, in corrispondenza delle pieghe corporee. Le aree disinfettate vengono ricolonizzate in tempi piuttosto rapidi dai batteri che popolano i follicoli piliferi o il tratto intestinale o urogenitale.
Il film idroacido-lipidico è formato da sebo, sudore e residui di cheratinociti (cellule) morte. Presenta un pH leggermente acido (da 4,5 a 6,5) e lo si trova nello strato corneo dell'epidermide. Il suo pH è molto importante in quanto serve come difesa per la pelle in caso di presenza di potenziali microbi patogeni (e cioè quelli che provocano malattie), oltre a questo rende la pelle più morbida ed elastica.
Derma
Il derma è lo strato immediatamente inferiore all'epidermide, dove è strettamente aderente, e consiste prevalentemente di tessuto connettivo, resistente a stiramenti e torsioni. Il derma contiene al suo interno terminazioni nervose libere e specializzate, a funzione recettoriale; contiene inoltre follicoli piliferi, ghiandole sudoripare (eccrine e apocrine) e sebacee, vasi sanguigni e linfatici. I vasi ematici provvedono al nutrimento non solo del derma ma anche del sovrastante strato basale dell'epidermide, e contribuiscono alla termoregolazione.
Il derma è strutturalmente diviso in due porzioni: la regione papillare, più superficiale, costituita da connettivo lasso che si aggetta nell'epidermide formando le cosiddette papille; la regione reticolare, più profonda, responsabile delle caratteristiche meccaniche della pelle; in questa regione trovano accoglienza le diverse strutture menzionate sopra.
Ipoderma
L'ipoderma (o tela sottocutanea) giace sotto il derma e ha la funzione di connettere il piano cutaneo al sottostante piano muscolare (o, a seconda della regione, direttamente osseo). Consiste di connettivo lasso collagene ed elastico e una gran quantità di tessuto adiposo (si stima circa il 50% del grasso corporeo), quest'ultimo con la funzione di isolante termico e riserva energetica.
Produzioni cutanee
Le unghie sono formate da cellule morte ricche di cheratina.
I peli sono una trasformazione dell'epidermide, formati da un follicolo (parte esterna), il fusto (parte retta interna) e alla base, il bulbo (unica parte viva del pelo). Il pelo viene sorretto da un muscolo chiamato erettore del pelo.

## Embriogenesi
L'epidermide origina dall'ectoderma che prolifera e si differenzia in vari strati.
Il derma e la tela sottocutanea si originano dal mesoderma. Inoltre alcune cellule che si originano dalle creste neurali vanno a insediarsi tra epidermide e derma contribuendo alla genesi di cromatofori e corazze ossee (come ad esempio la scaglia nel derma dei pesci ossei).